# Calocypha laidlawi
Calocypha laidlawi là loài chuồn chuồn trong họ Chlorocyphidae. Loài này được Fraser mô tả khoa học đầu tiên năm 1924.